# Madge Kennedy
Madge Kennedy (Chicago, 19 aprile 1891 – Woodland Hills, 9 giugno 1987) è stata un'attrice statunitense.

## Biografia
Già studentessa di pittura a New York City, la conoscenza dell'attore Harry Woodruff la introdusse nel mondo del teatro. La sua prima apparizione avvenne nel 1912 a Broadway nella commedia brillante Little Miss Brown. Seguirono i successi di Twin Beds (1914) e di Fair and Warmer (1915), e le prime interpretazioni cinematografiche in Baby Mine (1917), Nearly Married (1917), The Service Star (1918) e in Friend Husband (1918).
Per più di un decennio alternò con successo il cinema al teatro, ma seguì un'eclissi di venti anni, iniziata nel 1934 col suo secondo matrimonio con l'attore William Hanley jr. Riprese la carriera cinematografica con Vivere insieme (1952), Main Street a Broadway (1953), Pranzo di nozze (1956), Un marito per Cinzia (1958), Intrigo internazionale (1959), Facciamo l'amore (1960), insieme a Marilyn Monroe, oltre a numerose interpretazioni televisive, tra le quali nelle serie Alfred Hitchcock presenta (1956–1961), L'ora di Hitchcock (1962) e Ai confini della realtà (1963).
Dopo un'assenza di 33 anni, nel 1965 tornò a Broadway per recitare in A Very Rich Woman. Concluse la sua carriera con i film Il giorno della locusta (1975) e Il maratoneta (1976).

## Filmografia parziale

### Cinema

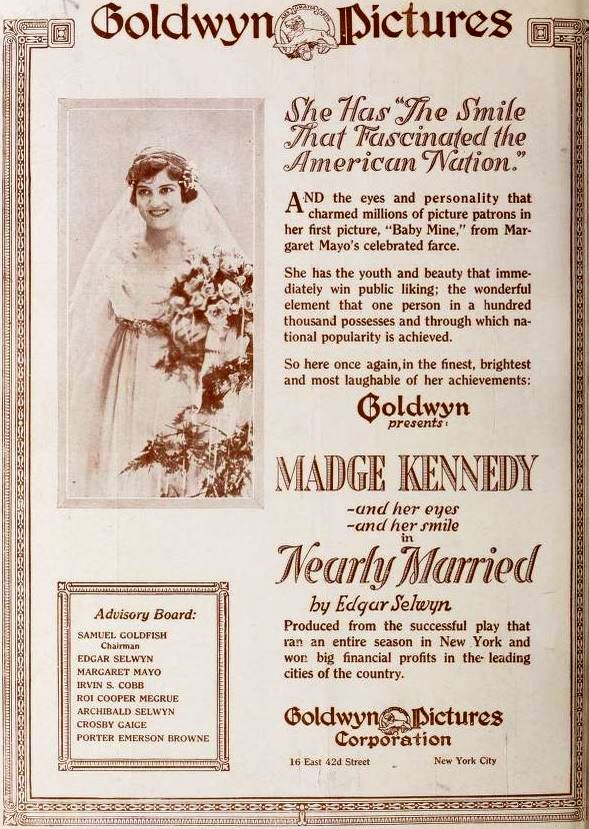
Poster del film Nearly Married

- Baby Mine, regia di Hugo Ballin (1917)
- Nearly Married, regia di Chester Withey (1917)
- The Danger Game, regia di Harry A. Pollard (1918)
- The Service Star, regia di Charles Miller (1918)
- Friend Husband, regia di Clarence G. Badger (1918)
- Day Dreams, regia di Clarence G. Badger (1919)
- The Truth, regia di Lawrence C. Windom (1920)
- The Girl with the Jazz Heart, regia di Lawrence C. Windom (1921)
- The Highest Bidder, regia di Wallace Worlsey (1921)
- The Purple Highway, regia di Henry Kolker (1923)
- Bad Company, regia di Edward H. Griffith (1925)
- Lying Wives, regia di Ivan Abramson (1925)
- Oh, Baby!, regia di Harley Knoles (1926)
- Vivere insieme (The Marrying Kind), regia di George Cukor (1952)
- Main Street to Broadway, regia di Tay Garnett (1953)
- Le piogge di Ranchipur (The Rains of Ranchipur), regia di Jean Negulesco (1955)
- Fascino e perfidia (Three Bad Sisters), regia di Gilbert Kay (1956)
- Pranzo di nozze (The Catered Affair), regia di Richard Brooks (1956)
- Brama di vivere (Lust for Life), regia di Vincente Minnelli (1956)
- Un marito per Cinzia (Houseboat), regia di Melville Shavelson (1958)
- Come svaligiare una banca (A Nice Little Bank That Should Be Robbed), regia di Henry Levin (1958)
- Le dodici pistole del West (Plunderers of Painted Flats), regia di Albert C. Gannaway (1959)
- Intrigo internazionale (North By Northwest), regia di Alfred Hitchcock (1959)
- Facciamo l'amore (Let's Make Love), regia di George Cukor (1960)
- Non si uccidono così anche i cavalli? (They Shoot Horses, Don't They?), regia di Sydney Pollack (1969)
- A.A.A. ragazza affittasi per fare bambino (The Baby Maker), regia di James Bridges (1970)
- Il giorno della locusta (The Day of the Locust), regia di John Schlesinger (1975)
- Il maratoneta (Marathon Man), regia di John Schlesinger (1976)

### Televisione
- General Electric Theater – serie TV, episodio 3x33 (1955)
- Scienza e fantasia (Science Fiction Theatre) – serie TV, episodio 1x28 (1955)
- The Best of the Post – serie TV, episodio 1x10 (1961)
- Scacco matto (Checkmate) – serie TV, episodio 1x24 (1961)